# Ракитное (Приморский край)
Раки́тное — село в Дальнереченском районе Приморского края, административный центр Ракитненское сельское поселение. Основано в 1908 году.

## География
Село Ракитное находится к юго-востоку от Дальнереченска, на левом берегу реки Малиновка напротив устья Ореховки.
Село стоит на автодороге Дальнереченск — Ариадное — Кокшаровка (Чугуевский район Приморского края) между сёлами Междуречье и Зимники.
Расстояние от Ракитного до районного центра города Дальнереченск около 60 км.
От автодороги «Дальнереченск — Ариадное — Кокшаровка» северо-западнее Ракитного (в сторону Междуречья) отходит дорога к Лобановке, а юго-восточнее Ракитного (в сторону Зимники) отходит автодорога к Ясной Поляне.

## Население
| 1915 | 2002  | 2010  |
| ---- | ----- | ----- |
| 803  | ↗1598 | ↘1232 |

## Улицы
| - ул. Вербная, - ул. Восточная, - пер. Горный, - пер. Заливной, - ул. Заозёрная, - пер. Заозёрный, - ул. Заречная, | - ул. Комсомольская, - ул. Луговая, - ул. Мира, - ул. Набережная, - ул. Нагорная, - ул. Новая, - пер. Новый, | - ул. Партизанская, - ул. Северная, - ул. Советская, - ул. Совхозная, - ул. Стрельникова, - ул. Строительная. |

## Экономика
Жители занимаются сельским хозяйством.